# Ulrich Dumrath
Friedrich Julius Hermann Ulrich Dumrath (* 3. Juli 1851 in Buslar; † 6. Dezember 1921 in Schölisch) war ein deutscher Verwaltungsbeamter, Rittergutsbesitzer und Parlamentarier.

## Leben

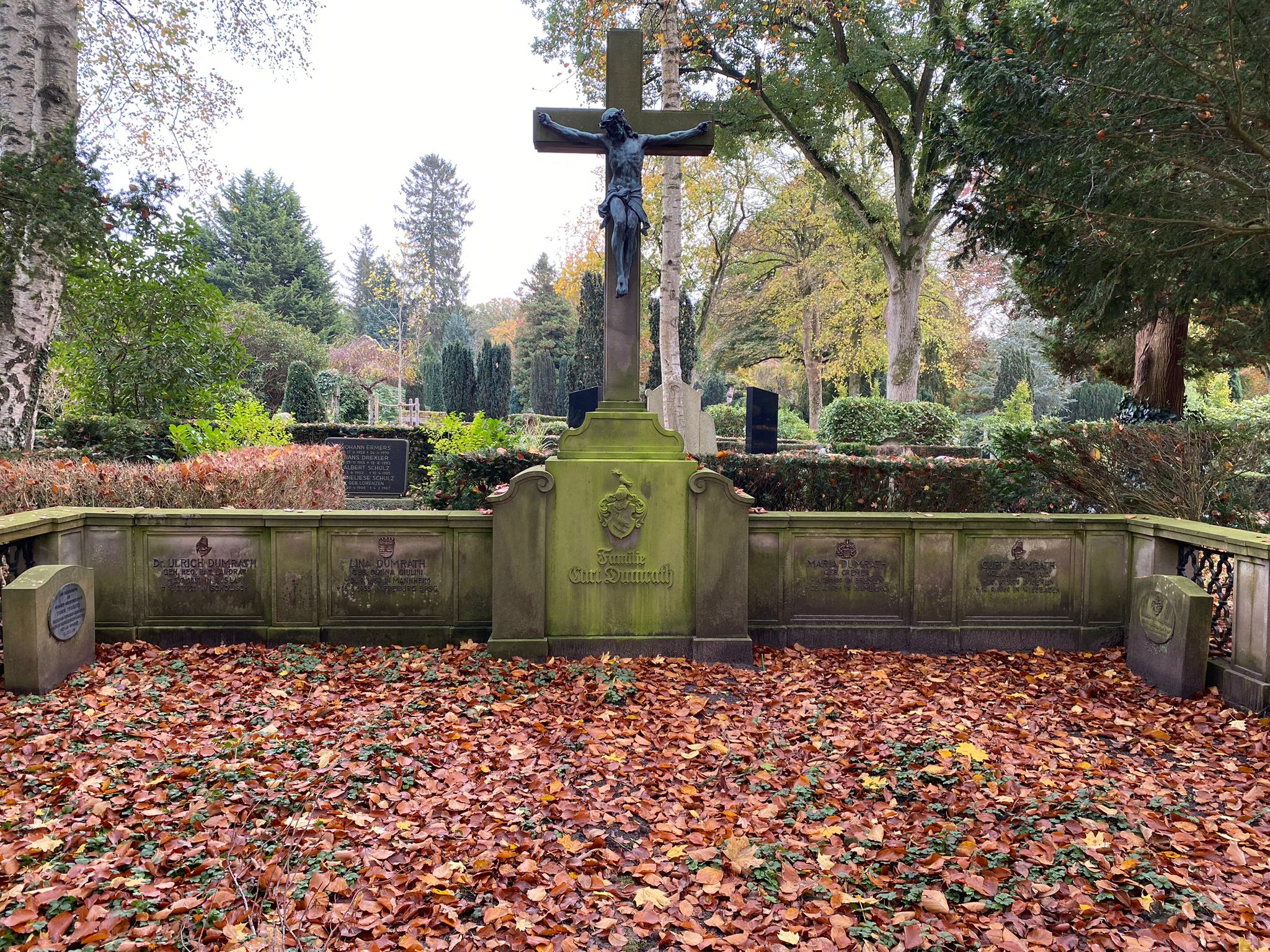
Grabstätte auf dem Stader Horstfriedhof

Ulrich Dumraths Vater war Hermann Dumrath, Rittergutsbesitzer und Mitglied des Preußischen Abgeordnetenhauses. Die Mutter war Sophie Dumrath geb. Thielecke. Der preußische Landrat und Politiker Hermann Karl Dumrath war ein Bruder.
Er studierte an der Ruprecht-Karls-Universität Heidelberg Rechtswissenschaft. 1871 wurde er Mitglied des Corps Guestphalia Heidelberg. Nach Abschluss des Studiums und Promotion zum Dr. jur. trat er in den preußischen Staatsdienst ein. Von 1895 bis 1917 war er Landrat des Kreises Stade.
Dumrath besaß das Rittergut Schölisch bei Stade. Von 1908 bis 1918 vertrat er den Wahlkreis 2 im Regierungsbezirk Stade (Stade-Bremervörde) im Preußischen Abgeordnetenhaus. 1918/19 gehörte er dem Hannoverschen Provinziallandtag an.
Ulrich Dumrath ruht in der Familiengrabstätte auf dem Horstfriedhof in Stade.

## Auszeichnungen
- Charakter als Geheimer Regierungsrat[2]